# Les Loges (Calvados)
Loges – miejscowość i gmina we Francji, w regionie Normandia, w departamencie Calvados.
Według danych na rok 1990 gminę zamieszkiwało 110 osób, a gęstość zaludnienia wynosiła 25 osób/km² (wśród 1815 gmin Dolnej Normandii Loges plasuje się na 776. miejscu pod względem liczby ludności, natomiast pod względem powierzchni na miejscu 931.).